# Xian de Donglan
Le xian de Donglan (chinois simplifié : 东兰县 ; chinois traditionnel : 東蘭縣 ; pinyin : Dōnglán Xiàn ; Zhuang : Doenglan Yen) est un district administratif de la région autonome Zhuang du Guangxi en Chine. Il est placé sous la juridiction de la ville-préfecture de Hechi.

## Démographie
La population du district était de 277 643 habitants en 1999,dont 85 % de Zhuang, groupe ethnique principalement concentré dans cette région.